# Faisal Shazad

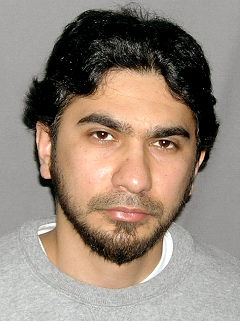
Faisal Shazad (2010)

Faisal Shazad (Urdu فیصل شہزاد; auch Faisal Shahzad; * 30. Juni 1979 in Pakistan) ist ein pakistanisch-US-amerikanischer Attentäter. Er wurde als Hauptverantwortlicher des versuchten Anschlag auf den Times Square vom 1. Mai 2010 zu lebenslanger Haft verurteilt.

## Leben
Shazad stammte aus Pakistan und bekam kurz vor dem versuchten Anschlag die US-amerikanische Staatsbürgerschaft. Er ist verheiratet und Vater von zwei Kindern.
Am 18. Juni 2010 wurde er von der New Yorker Staatsanwaltschaft um Preet Bharara in zehn Punkten angeklagt.
Sein Prozess begann am 21. Juni 2010 mittags in New York. Shazad bekannte sich schuldig und wurde am 5. Oktober zu lebenslanger Haft verurteilt.

## Hintergründe
Shazad war seit 2001 regelmäßig in die Vereinigten Staaten gereist und hatte an dortigen Universitäten Informatik studiert. Im Jahr 2009 erhielt er die US-amerikanische Staatsbürgerschaft und lebte mit seiner Ehefrau und zwei Kindern in Bridgeport. Shazads Vater, Bahar ul-Haq, war Luftmarschall und in den 1990er-Jahren stellvertretender Direktor der Zivilluftfahrt von Pakistan. Sein Onkel hatte mehrere hohe Stellungen bei der Polizei der nordwestlichen Grenzprovinz und war Generalinspekteur der paramilitärischen Grenztruppen. Shazad absolvierte in Wasiristan ein Kampftraining und war ein Anhänger des Predigers Anwar al-Awlaki, der ihn zu der Tat inspiriert haben soll.